# Herbaspirillum chlorophenolicum
Herbaspirillum chlorophenolicum es una especie de bacteria gramnegativa del género Herbaspirillum. Fue descrita en el año 2004. Su etimología hace referencia a clorofenol. Es aerobia y móvil por flagelo polar. Tiene un tamaño de 0,7 μm de ancho por 2,3 μm de largo. Forma colonias lisas, circulares, convexas y de color marrón en agar Difco tras 1-2 días de incubación. Temperatura óptima de crecimiento de 30 °C. Se ha aislado de suelos en Corea del Sur, y también de lodos activados.